# Мэнтянь
Мэнтянь (кит. трад. 梦天, буквально: «Небо мечты», Mengtian) — экспериментальный модуль № 2 модульной китайской орбитальной станции. Его конструкция специально разрабатывается для проведения экспериментов внутри герметичного модуля и на его внешней поверхности. В основу разработок положена космическая лаборатория «Тяньгун-2».
На торце модуля расположен небольшой манипулятор для его автоматической перестыковки между стыковочными узлами станции, называющийся «Ляппа», по неформальному названию его предшественника — аналогичной автоматической системы перестыковки советской орбитальной станции «Мир».
Модуль планируется использовать в научных целях: для изучения микрогравитации и проведения экспериментов в области физики жидкостей, материаловедения, науки о горении, фундаментальной физики.

## Запуск и пристыковка
10 октября 2022 года после доставки на космодром Вэньчан лабораторный модуль «Мэнтянь» был заправлен топливом. Запуск космического аппарата произошёл 31 октября, ракетой-носителем «Чанчжэн-5B» Yao-4. На борту модуля, помимо оборудования, находится набор различных атомных часов, который должен стать основой точнейшей системы времени в истории человечества (точность более 10-15), помогающей осуществлять навигацию и определение координат спутников с новым уровнем точности.
1 ноября, в 04:27 по пекинскому времени, модуль успешно состыковался с передним узлом главного модуля «Тяньхэ», а 3 ноября с помощью «Ляппы» был перестыкован на левый СУ «Тяньхэ». Так завершилась сборка базовой конфигурации станции.